# Portret van Mademoiselle L.L.
Portret van Mademoiselle L.L. (Jonge vrouw in rood vest) (Frans: Portret de Mademoiselle L.L. (Jeune femme en veste rouge)) is een schilderij van de Franse kunstschilder James Tissot, geschilderd in 1864, olieverf op linnen, 124 x 99,5 centimeter groot. Het toont een jonge vrouw in een knalrood bolero-jasje, met een melancholische blik. Het schilderij behoort tot de collectie van het Louvre en is sinds 1967 uitgeleend aan en te zien in het Musée d'Orsay te Parijs.

## Context
In de jaren 1859 - 1864 wijdde Tissot zich als beginnend kunstschilder vooral aan de historieschilderkunst. Toen hij op de Parijse salon van 1864 Portret van Mademoiselle L.L. presenteerde, samen met zijn Twee zusters, verraste dat dan ook vriend en vijand. "Tissot heeft de Middeleeuwen verlaten om eindelijk onze eeuw binnen te komen", schreef een criticus na de expositie. Het bleek inderdaad een ommekeer in zijn carrière, die zich uiteindelijk zou kenmerken door een geheel eigen estheticistisch-realistische stijl en themakeuzes waarbij mooie, modieus geklede vrouwen vaak centraal werden gesteld.
Tissot werd in deze stijlverandering sterk beïnvloed door Edgar Degas, die net als hij uit Nantes afkomstig was en met wie hij samen studeerde. Ze deelden hun voorliefde voor de klassieke Italiaanse en Hollandse meesters en hun bewondering voor Ingres, wiens aandacht voor de verfijnde tekenkunst in beider werk altijd herkenbaar zou blijven. Tissots Portret van Mademoiselle L.L. toont duidelijk verwantschap met portretten van Degas uit die tijd, waaronder Edmondo en Thérèse Morbilli en een portret van Tissot dat hij enkele jaren later maakte.

## Afbeelding
Portret van Mademoiselle L.L. is op de eerste plaats een beeltenis van een jonge vrouw met een melancholische blik in een knalrood bolero-jasje. Ze heeft een weelderige zwarte jurk aan die bijna de helft van het doek beslaat. Los van de portrettering van het model valt echter al snel ook Tissots buitengewone belangstelling voor de achtergrond op, welke hem de rest van zijn carrière zou kenmerken. We zien een behang met rozen en korenbloemen, een goud omlijste spiegel, een stapeltje boeken waarop een minuscuul bosje bloemen staat in een helder glas water, alles met even veel attentie tot in de kleinste details vastgelegd. Daarbij heeft Tissot ook bijzonder veel aandacht voor de compositie, die zorgvuldig is opgezet. De spiegel reflecteert de openstaande deur, de bolletjes van de rode jas wordt herhaald in de gordijnen en de afgesneden stoel waarop nog een map met tekeningen is te zien suggereert recent gebruik.
De omgeving, met specifieke details als de map met tekeningen en de stapel boeken, doen de nieuwsgierigheid naar madame L.L. en haar wereld bewust toenemen. Diverse details zoals de openstaande deur en het vogelkooitje suggereren bovendien een zekere symboliek. Haar pose roept de vraag op waarop ze eigenlijk zit. Het blijken evenwel niet meer dan trucjes van de kunstenaar, bedoeld om de interesse van de kijker te wekken. De wereld die hij verbeeldt bestaat niet echt. Madame L.L. is een verder nooit geïdentificeerd professioneel model en de entourage is een decor dat met zorg door Tissot is opgesteld. Portret van Mademoiselle L.L. is vooral bedoeld als een mooi plaatje, waarvan de omgeving doet denken aan de Hollandse genrestukken uit de zeventiende eeuw, welke Tissot in die tijd bijzonder bewonderde.

## Galerij

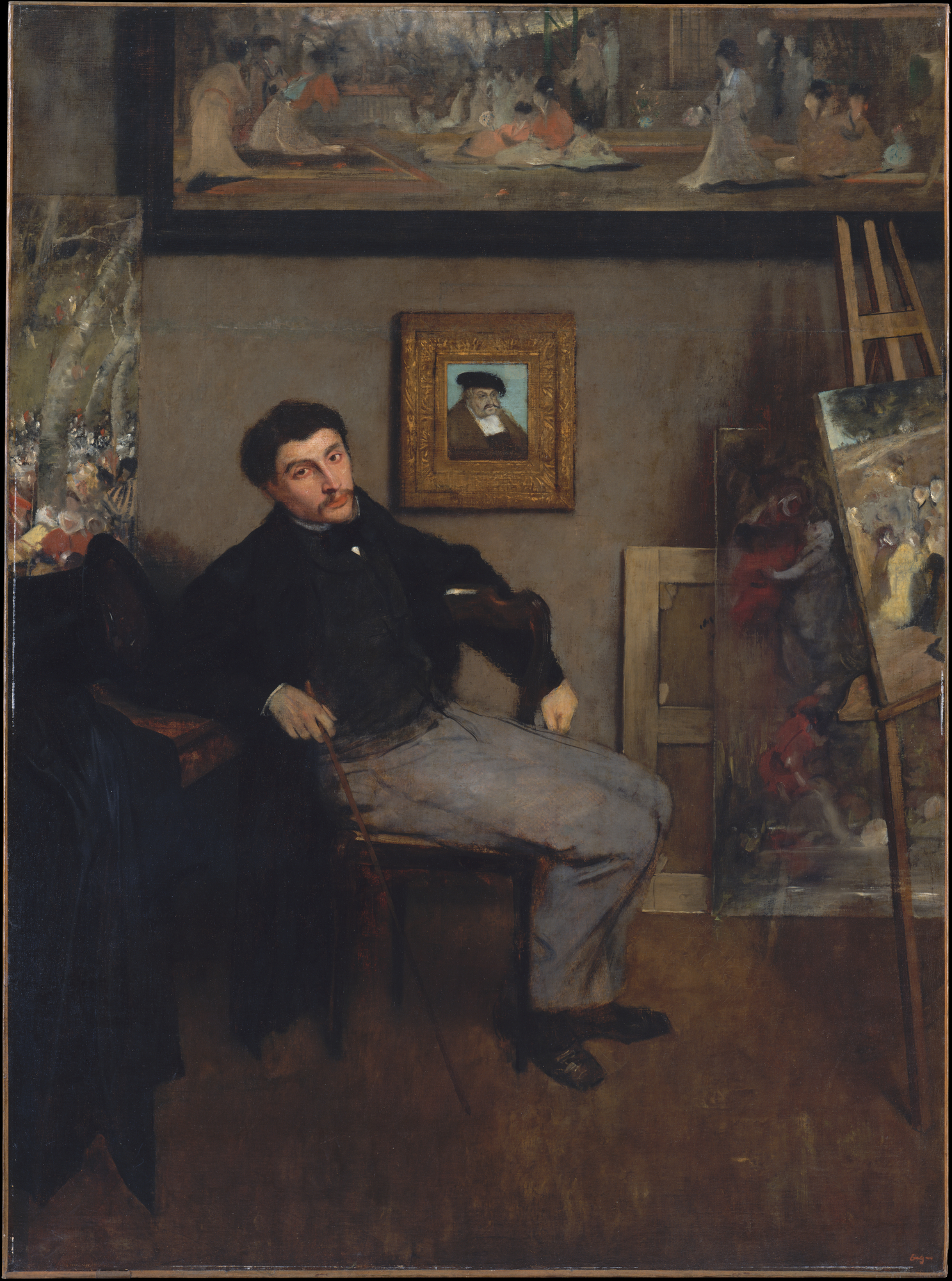
Portret van James Tissot, door Edgar Degas, 1867-1868.
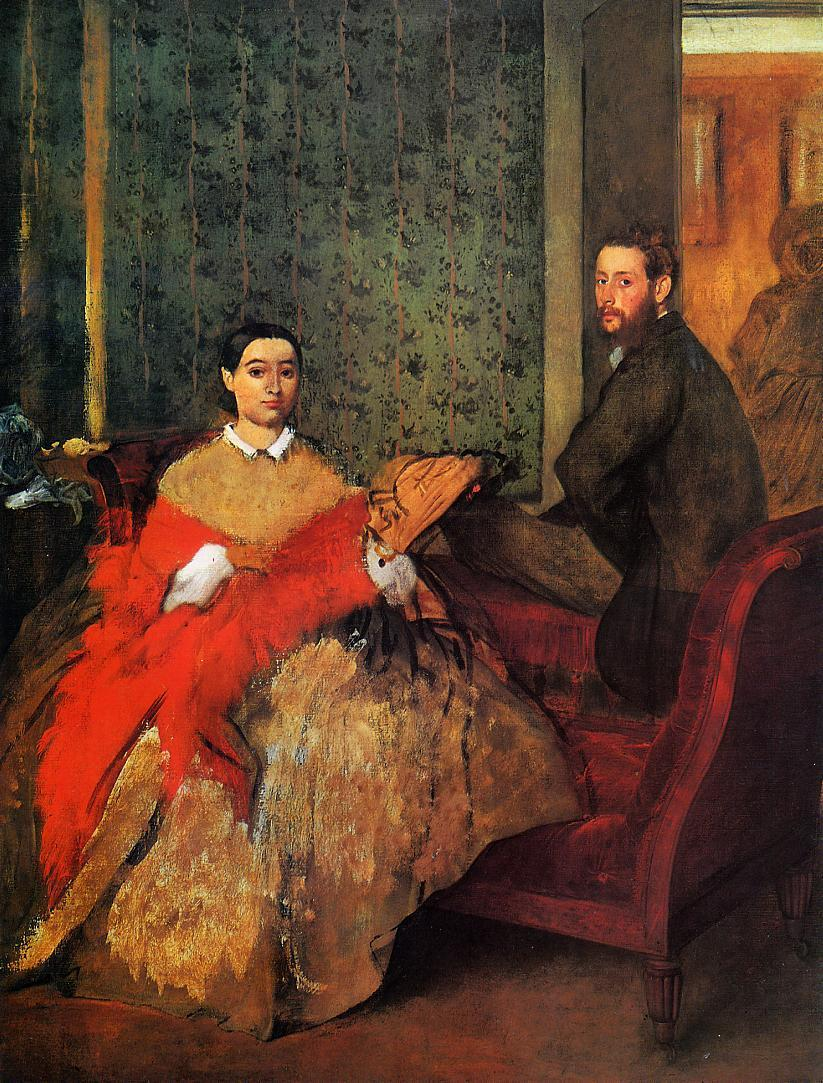
Edmondo en Thérèse Morbilli, door Edgar Degas, 1865.
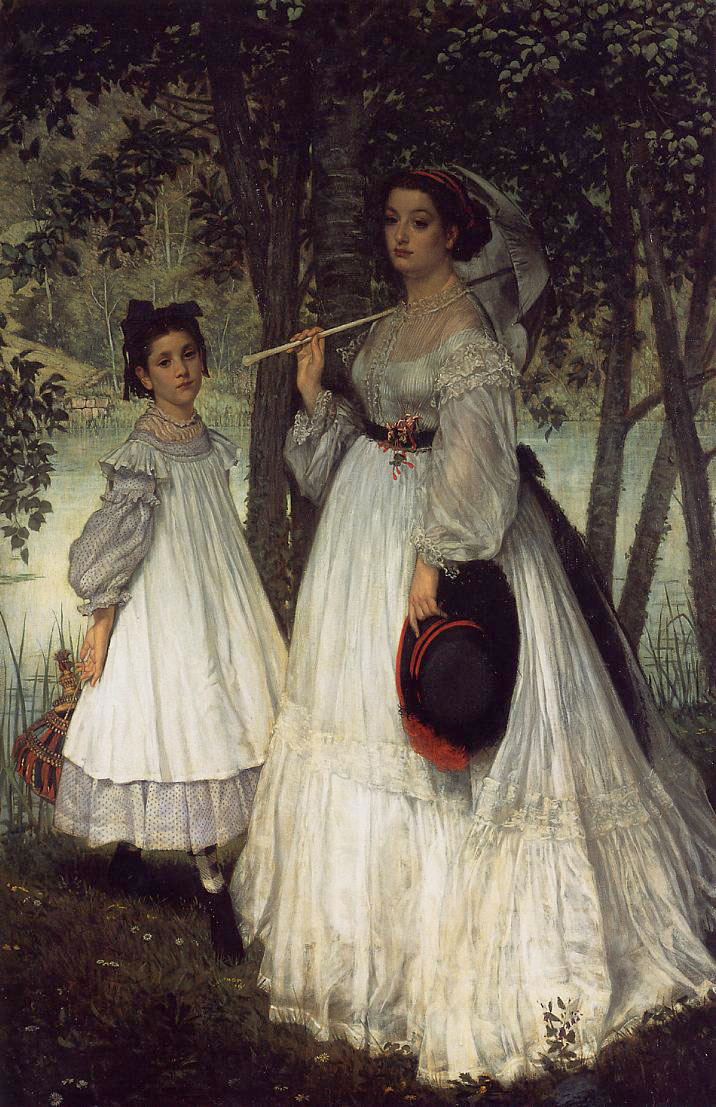
Tissots Twee zusters, 1864, gelijktijdig met L.L. geëxposeerd.